# Łódź

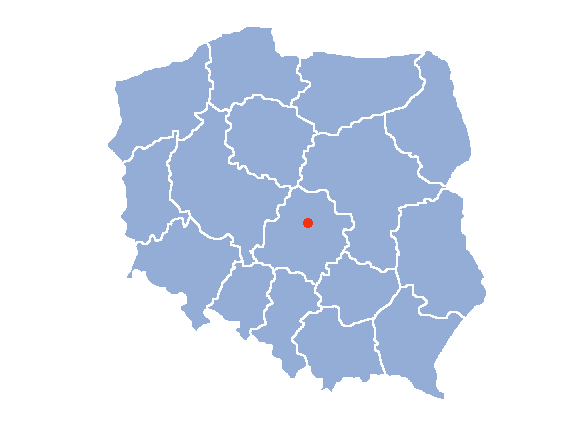
Localizarea orașului Łódź pe harta Poloniei

Łódź (← poloneză, AFI [ˈwutɕ], ebraică לודז', germană Lodsch, rusă Лодзь) este al treilea oraș ca mărime în Polonia. Este situat în centrul țării, la cca. 120 de kilometri sud-vest de Varșovia, și este capitala voievodatului Łódź. Are o populație 698.688 de locuitori (2016) și o suprafață de 294,4 km². În poloneză, numele municipiului înseamnă „barcă” (are aceeași etimologie cu cuvântul românesc de origine slavă „lotcă”).

## Istorie

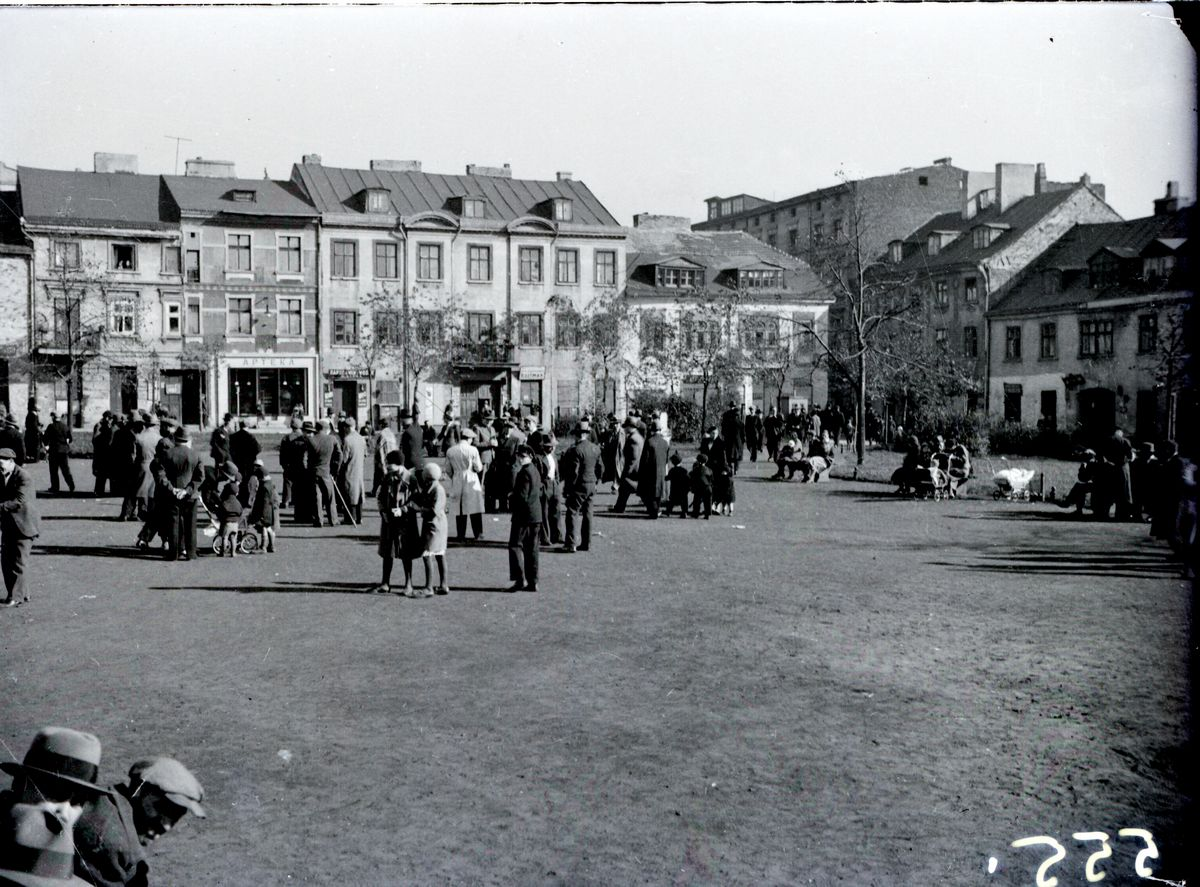
Łódź în 1936

Łódź se presupunea a fi orașul cu cea mai rapidă creștere din Polonia. De-a lungul secolului al XIX-lea satului inițial de 767 de locuitori (în 1806) s-a transformat într-un centru de putere pentru industria textilă de 340.000, numit " Manchester din Polonia". Bumbacul din plantații din Asia Centrală ajungea aici și se întoarcea la est cu textile accesibile pentru piața europeană.
Atmosfera frenetică din Łódź semăna cu goana dupa aur a Americii. Poate acesta este motivul lui Andrzej Wajda în filmul său din 1975 ”Ziemia obiecana”(← în poloneză, în română ”Pămîntul promis”), reprezentând creșterea orașului industrial. Filmul a fost atât de bine primit în America și i-a adus o nominalizare la Oscar în 1976. Când Wajda, absolventul faimoasei școli de film din Łódź (împreună cu Roman Polanski și Krzysztof Kieślowski), stabilea locul filmărilor pentru ”Ziemia obiecana” nu știa ce să aleagă. Locații precum fabrici sau restaurante, vile ale industriașilor - toate erau dominate de arhitectură uzată. În anii șaptezeci centrul orașului a fost încă prins între două mari fabrici de textile din caramidă roșie, deținute anterior de către două familii rivale care au fugit din oraș la începutul secolului. Poznanski de origine evreiască, deținea fabrica din nord, iar familia germană Scheibler o deținea pe celălaltă. Ambele sunt o priveliște total diferită de restul orașului.
Trecerea de la socialism la capitalism a lovit tare orașul. Industria a suflat viață în Łódź, dar toate au dispărut după 1989. Ca urmare, populația s-a redus cu aproximativ 100.000 pe parcursul unui deceniu. Recuperarea a durat mult timp și situația demografică se îmbunătățește cu fiecare an. Rata șomajului a scăzut de la 20 la sută in 2004 aproximativ la 6 la sută în 2008, iar orașul în curând va deveni în mod oficial unul dintre cele mai importante centre de tranzit în partea aceasta a continentului, care leagă Varșovia cu Europa de Vest, precum și porturile maritime baltice cu cele din sud.

## Atracții turistice
1. Strada Piotrkowska este încă coloana vertebrală a orașului, găzduiește diverse cafenele, restaurante, cluburi, cinematografe și galerii. În partea de nord fabrica de textile Poznański este acum o fabrică de distracție, un semn grăitor de o tranziție de la industrie la o economie bazată pe servicii. Alături de un mare centru comercial există un hotel de lux cu o piscină, suspendat deasupra orașului și cinema, zeci de restaurante și noul spațiu al Łódź numit Muzeul de Artă în (poloneză Muzeum Sztuki).
2. Conacul lui Poznański : acum aici e un muzeu și este considerat ca și un testament fascinant a Noilor Industriașilor locali.
3. În partea de sud a centrului fabrica Scheibler împreună cu un grup de clădiri industriale și așezări ale clasei de lucru este un amestec pitoresc și vechi. Cea mai mare parte a fabricii Scheibler a fost transformată în apartamente-mansardă, în timp ce o altă fabrică de pe strada Tymienieckiego este casa Centrului de Artă Łódź (Łódź Art Centre), care e o instituție independentă responsabilă pentru unele festivaluri. Dintre ele „Łódź Design” a devenit rapid un eveniment major de design,din cele mai respectate în țară. Cultura este una dintre forțele de conducere a orașului. Succesul recent al studiouri de animație și renașterea a Muzeului de Artă sau explozia de activitate a ONG-urilor locale duc la înflorirea în abundență a spațiilor publice post-industriale.

## Personalități născute aici
- Samuel Hirszenberg (1865 - 1908), pictor;
- Nikodem Caro (1871 - 1935), chimist;
- Paul Radin (1883 - 1959), antropolog;
- Sofija Nalepynska-Bojtschuk (1884 - 1937), artist plastic;
- Arthur Rubinstein (1887 - 1982), pianist evreu;
- Karol Hiller (1891 - 1939), artist plastic;
- Julian Tuwim (1894 - 1953), poet evreu;
- Teodor Regedziński (1894 - 1954), șahist;
- Avraham Halfi (1904 - 1980), actor, poet israelian;
- Marian Spychalski (1906 - 1980), mareșal;
- Dina König (1907 - 1964), actriță evreică;
- Roman Totenberg (1911 - 2012), violonist american evreu;
- Jan Karski (1914 - 2000, luptător antifascist;
- Stefania Grodzieńska (1914 - 2010), scriitoare, actriță;
- Kazimierz Brandys (1916 - 2000), scriitor;
- Artur Brauner (1918 - 2019), producător de film, antreprenor german;
- Michalina Wisłocka (1921 - 2005), medic;
- Zvi Zamir (1925 - 2024), general israelian;
- Lia Koenig (n. 1929), actriță israeliană;
- Jerzy Kosiński (1933 - 1991), scriitor american;
- Andrzej Sapkowski (n. 1948), scriitor;
- Jacek Saryusz-Wolski (n. 1948), om politic;
- Urszula Krupa (n. 1949), om politic;
- Zbigniew Rybczyński (n. 1949), regizor, scenarist;
- Andrzej Bek (n. 1951), ciclist;
- Władysław Pasikowski (n. 1959), regizor, scenarist;
- Małgorzata Chodakowska (n. 1965), sculptoriță;
- Marek Saganowski (n. 1978), fotbalist;
- Monika Kuszyńska (n. 1980), cântăreață;
- Izabella Miko (n. 1981), actriță, dansatoare, activistă;
- Euzebiusz Smolarek (n. 1981), fotbalist;
- Paweł Golański (n. 1982), fotbalist;
- Rafał Grzelak (n. 1982), fotbalist;
- Agnieszka Więdłocha (n. 1986), actriță;
- Magdalena Fręch (n. 1997), jucătoare de tenis.

## Galerie de imagini

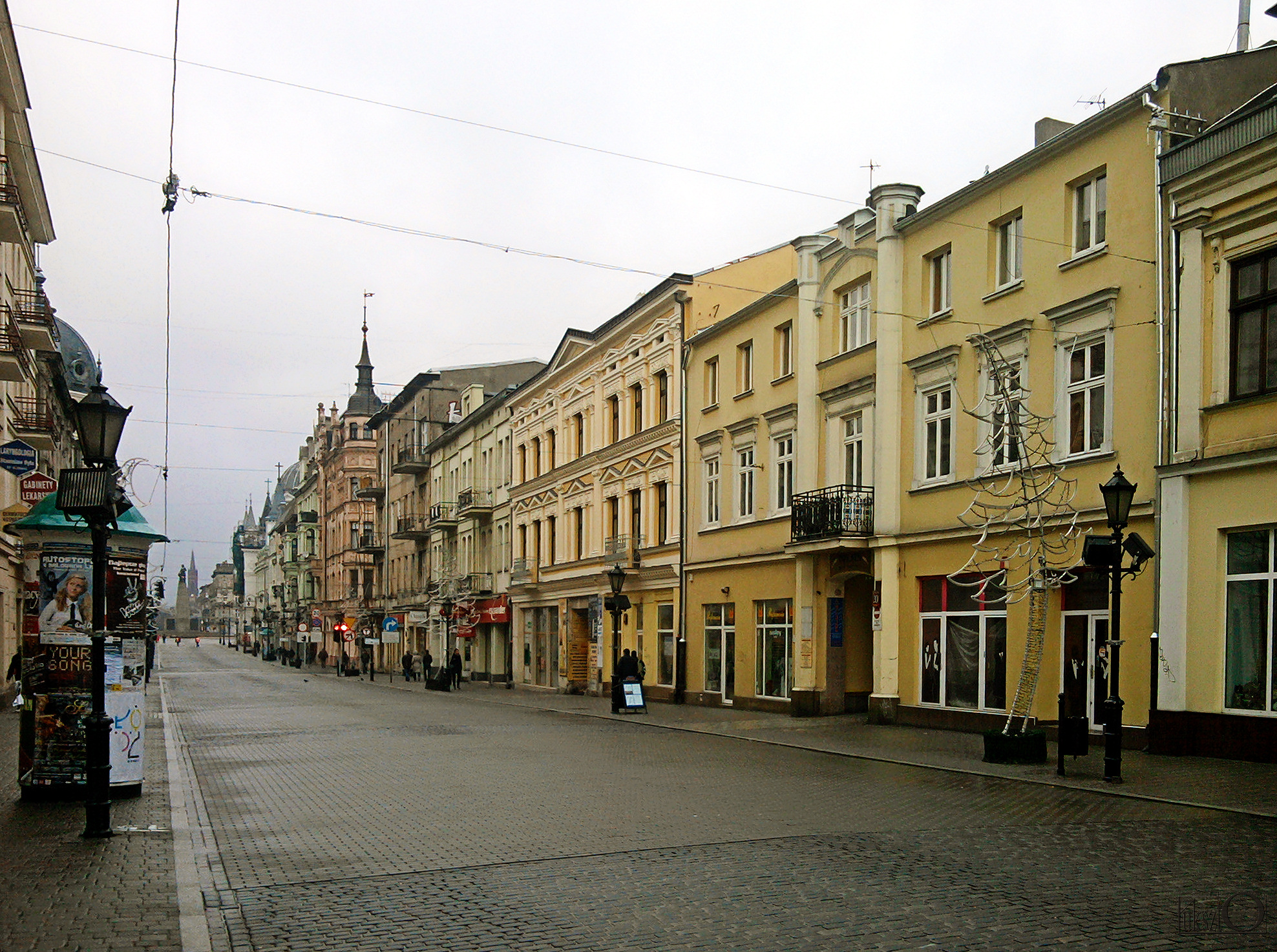
Strada Piotrkowska
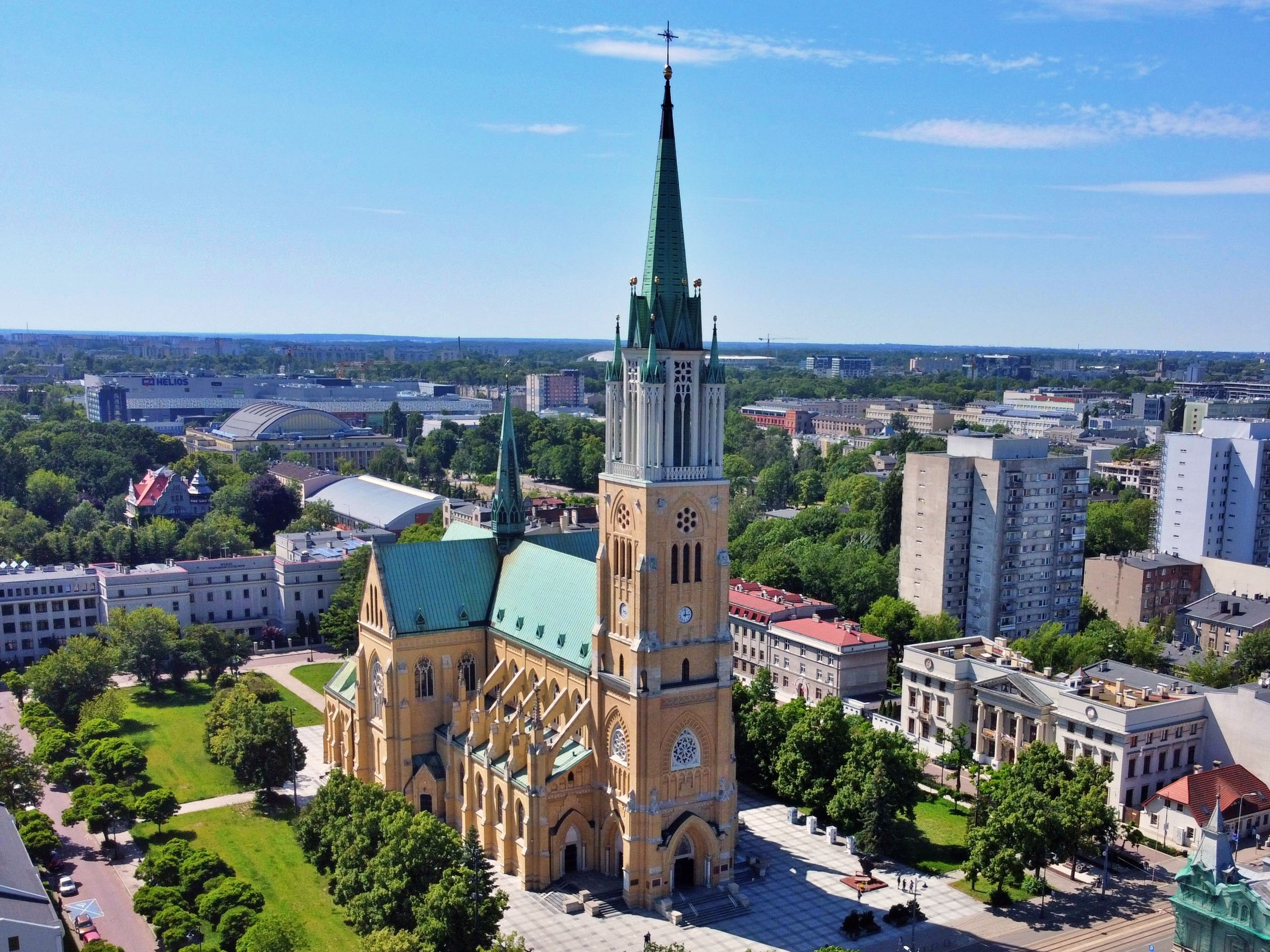
Catedrala din Łódź
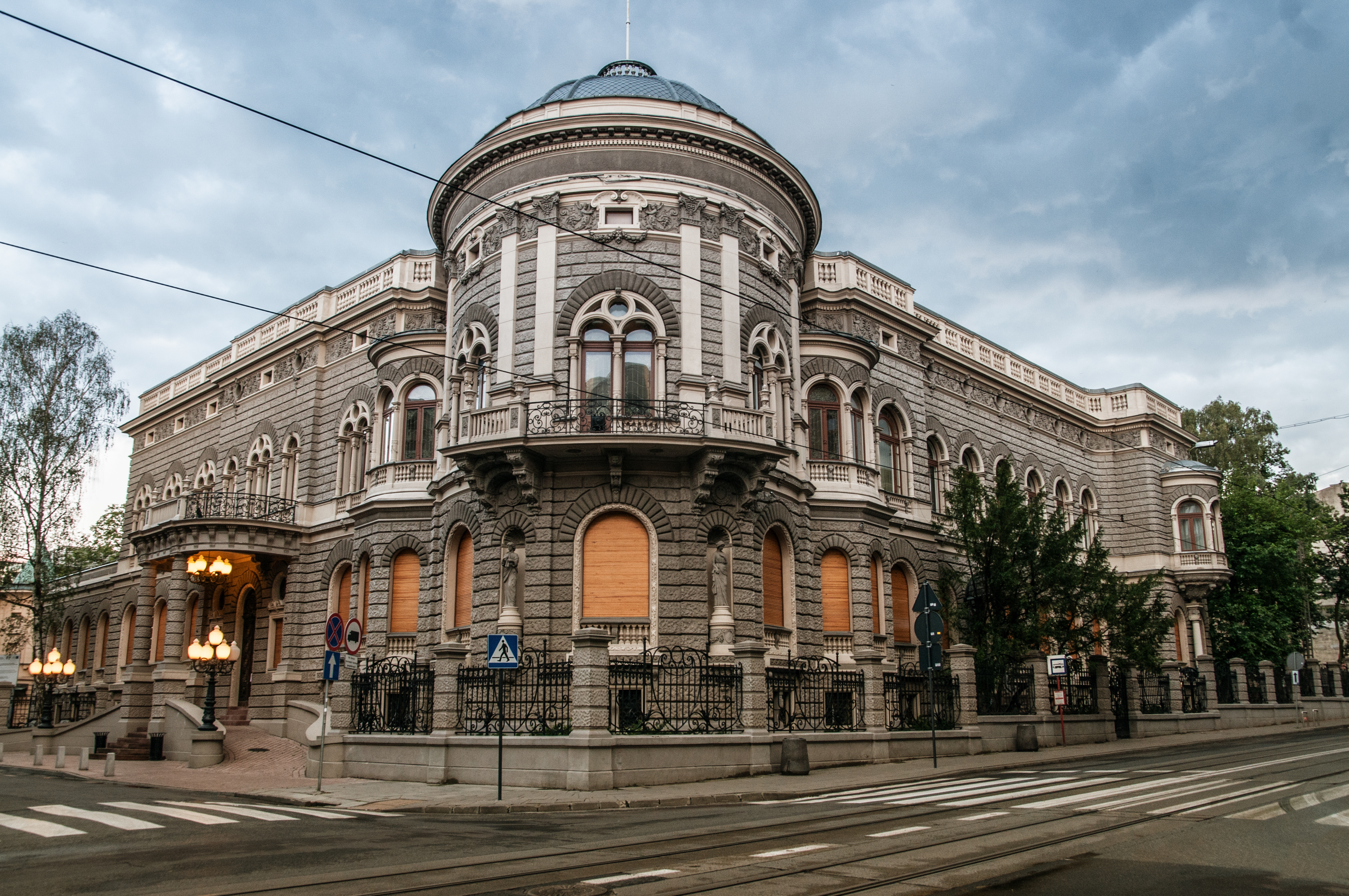
Academia de Muzică din Łódź
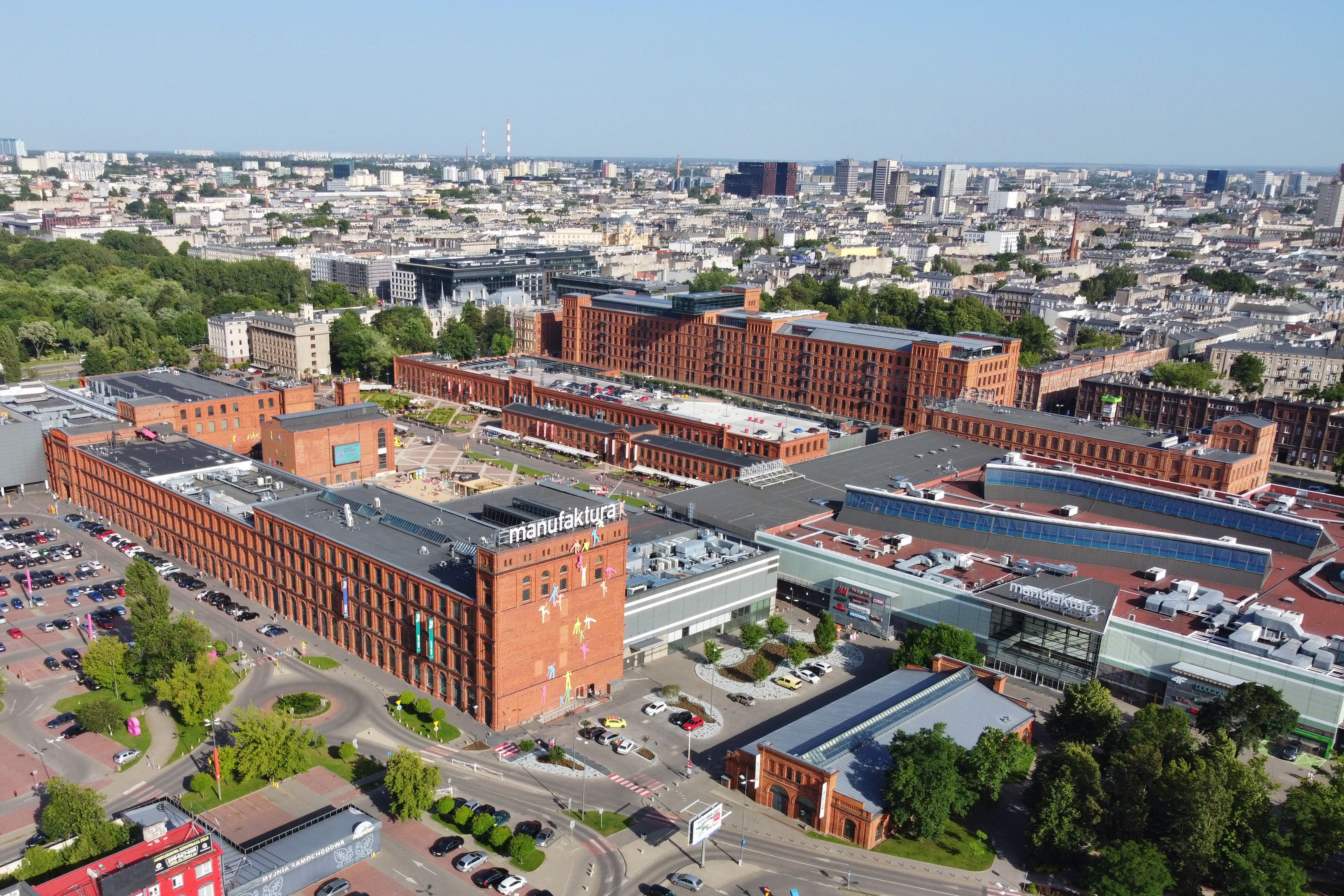
Manufaktura